# NTT DATA, Inc.
株式会社NTT DATA, Inc.（エヌティティデータインク）は、NTTデータグループの子会社である。

## 概要
2006年7月5日設立。2018年8月7日に商号を株式会社ラサータから（初代）NTT株式会社に、2022年10月1日株式会社NTT DATA, Inc.に変更した。

### 設立の経緯
NTTグループにおいては、1999年に日本電信電話（当時、現・（2代目）NTT株式会社）を純粋（統括）持株会社とし、その傘下にNTT東日本・NTT西日本の地域通信会社、並びに長距離・国際通信事業を手掛けるNTTコミュニケーションズ（NTTコム、現・NTTドコモビジネス）を傘下に置いていた。2010年代に入り、NTTコム、ディメンションデータ (Dimension Data)
、NTTデータ、NTTセキュリティの長距離・国際通信事業関連の4社を中心としたサービスの提供力の強化とグループ連携を高めることで、海外売上高2兆円規模の事業に成長させることができた。
一方で、技術革新が急激に進んでいることから、それに伴ったビジネスモデルなどの変革同様に急加速化していることから、NTTグループ全体で新たな価値を想像し、グローバル市場でに競争力を高める必要性が出てきた。
そこで、2018年10月に統括持株会社の日本電信電話の傘下に、グローバル持株会社としての（初代）NTT株式会社を設立させ、その傘下に、NTTコム、ディメンションデータ、NTTデータ、NTTセキュリティ、NTT Innovation Institute, Inc.（アメリカ合衆国の現地法人）の以上5社を傘下に収めた。これによって、グローバルガバナンスの強化と世界的な市場に精通した人材の知見や、経験をNTT,Inc.のマネジメントに取り入れて、NTTグループ全体の競争力と収益性の強化・向上に努める。またNTTデータを除くNTT,Inc.傘下4社の事業について、日本国内と国外とに分けて統合化することを視野に入れている。また、グローバル市場におけるR&Dの強化を目指すため、アメリカ合衆国にグローバル市場に資するファンド会社「NTT Venture Capital, L.P.」を新たに設立し、グローバル市場で特に成長の見込めるテクノロジーを中心に投資を活発化させるとともに、日本国外の先進的学術研究機関やベンチャーキャピタルコミュニティーなどの人的ネットワークの活用を図る。
なおNTTデータについては、経営の独立性やブランドを維持するため、統合後もそれまでの経営形態を維持し、その他4社などのグループとの連携を図っていくとした。
その後、2022年1月1日付けをもって、NTT,Inc.は統括持株会社のNTT完全子会社であるモバイル通信事業会社のNTTドコモに、NTT,Inc.が保有するNTTコムの株式を譲渡し、NTTグループにおける長距離・モバイル通信事業はドコモグループが一元で請け負う形になり、NTTコムはNTT,Inc.グループから離脱した。
2022年（令和4年）5月、NTTとNTTデータの海外事業統合が発表され、10月から株式会社NTT DATA, Inc.として、NTTデータの傘下で、NTTグループの海外事業会社としての役割を開始した。

## 脚註
1. 1 2 3 4 5  “株式会社NTT DATA, Inc.”. 2023年2月11日閲覧。
2. ↑  株式会社NTTデータ『海外事業会社名称を「株式会社NTT DATA, Inc.」に決定』（プレスリリース）2022年8月25日。
3. ↑  日本電信電話株式会社『海外事業会社名称を「株式会社NTT DATA, Inc.」に決定』（プレスリリース）2022年8月25日。
4. ↑  （初代）NTT株式会社（本項目の企業）『商号変更、役員の新体制等について』（PDF）（プレスリリース）2022年8月25日。
5. ↑  株式会社NTT DATA, Inc.『株式会社NTT DATA, Inc.の設立が完了』（プレスリリース）2022年10月6日。
6. ↑  NTTが買収したディメンション・データ　その実像は（2011.5.23、小池良次、日本経済新聞） 当時南アフリカ共和国所在
7. ↑  NTTコミュニケーションズとNTTコムウェアを子会社化＜2021年10月25日＞（NTTドコモ）
8. ↑  NTTグループにおけるグローバル事業の強化に向けた再編について | ニュースリリース | NTT
9. ↑  NTT DATAとNTTはITサービス競争力強化に向け海外事業を統合 | NTTデータ - NTT DATA | NTTデータグループ - NTT DATA GROUP
10. ↑  海外事業会社名称を「株式会社NTT DATA, Inc.」に決定 | NTTデータ - NTT DATA | NTTデータグループ - NTT DATA GROUP
11. ↑  株式会社NTT DATA, Inc.の設立が完了（株式会社NTT DATA, Inc.） | NTTデータ - NTT DATA | NTTデータグループ - NTT DATA GROUP